# Cartoixa de Farneta
La cartoixa de Farneta és un monestir cartoixà que es troba a la localitat homònima de la Toscana (Itàlia).

## Història i descripció
El nucli primitiu, construït cap a la meitat del segle xiv, va ser modificat al segle xvii; i a principis del segle xx va ser reformat per hostatjar-hi la comunitat de la Gran Cartoixa, que havia estat expulsada de França.
Durant les darreres etapes de la Segona Guerra Mundial, els monjos van acollir fugitius, civils, jueus i partisans. Fins al 1943 va acollir el cardenal Francesc Vidal i Barraquer, que havia fugit de Catalunya el 1936 arran de la persecució religiosa. La nit de l'1 al 2 de setembre de 1944 les tropes nazis van irrompre al monestir i van assassinar durant els dies successius 6 monjos i 32 laics.
L'església, consagrada el 1358, mostra l'aspecte posterior a la reconstrucció de finals del segle xvii. Les pintures al fresc de Stefano Cassiani, cobreixen totes les parets. Un edicle de marbre fa de marc a la "Vinguda de l'Esperit Sant".
Adjunt a l'església es troba el claustre petit i la sala capitular, on es conserva una "Anunciació" del segle xvii. Al voltant del gran claustre es troben les cel·les dels monjos.
La cartoixa no es pot visitar.

## Honors

La cinta de la Medalla d'or al Mèrit Civil

Es concedí a la cartoixa de Farneta la medalla d'or al Mèrit Civil, car la comunitat conventual s'ocupà dels socors dels més febles durant el darrer conflicte mundial: amb gran esperit cristià i encomiable virtut civil, es prodigà oferint ajut als perseguits polítics, als jueus i a tots els que fugien de les persecucions. Va patir ferotges represàlies dels soldats alemanys, que van sacrificar la vida de diversos germans cartoixans, separant-los dels seus germans, deportant-los i dispersant-los. Noble exemple de gran esperit de sacrifici i de solidaritat humana.

## Galeria

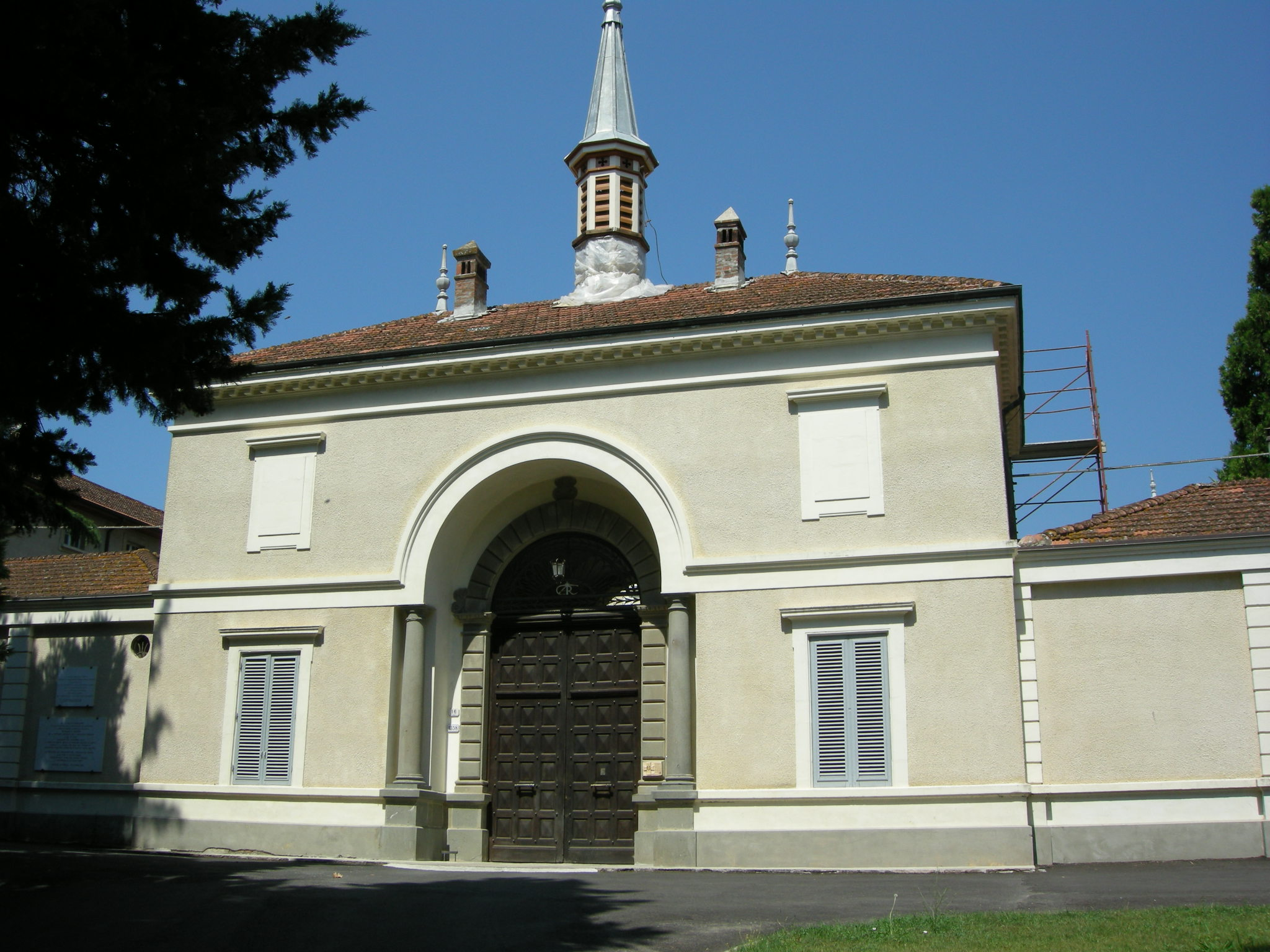
Entrada
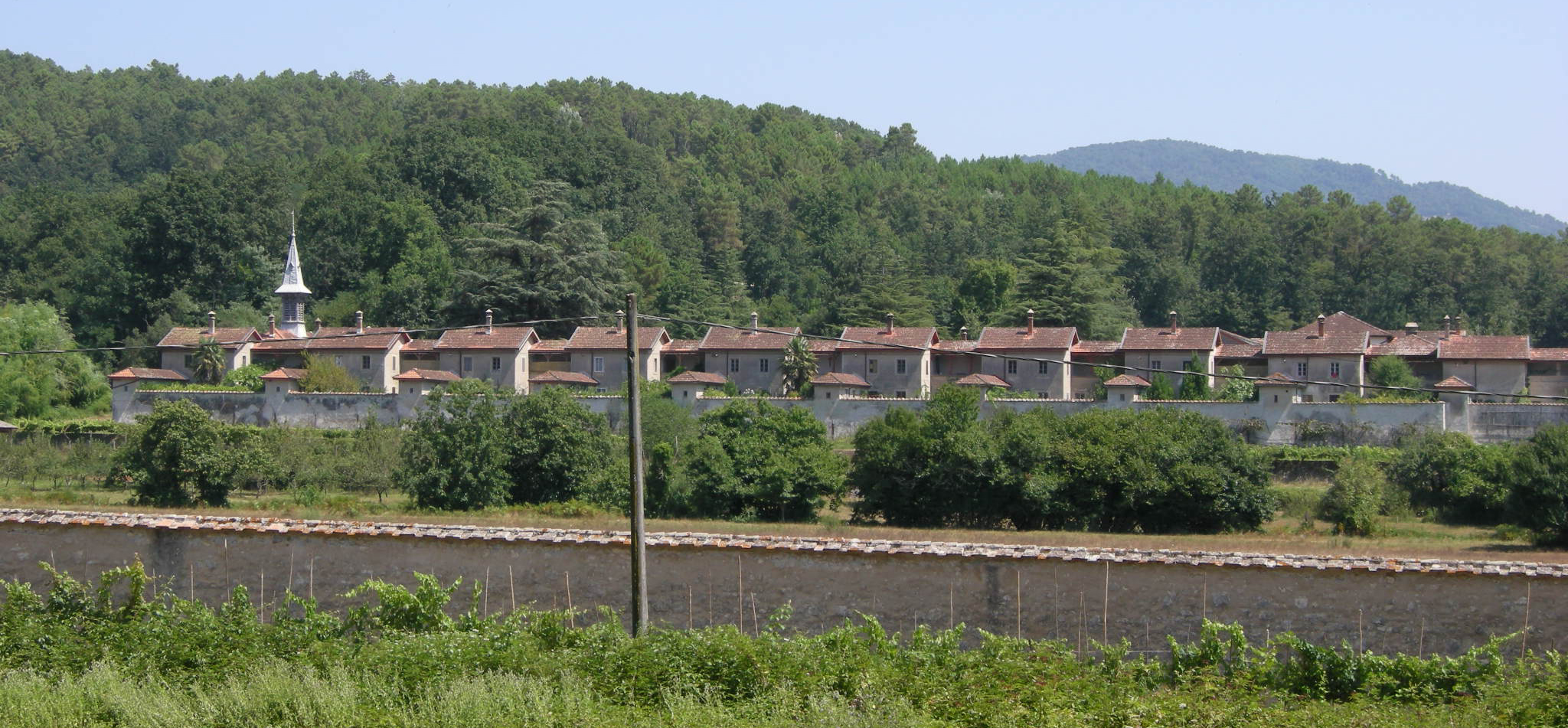
Les cel·les dels monjos
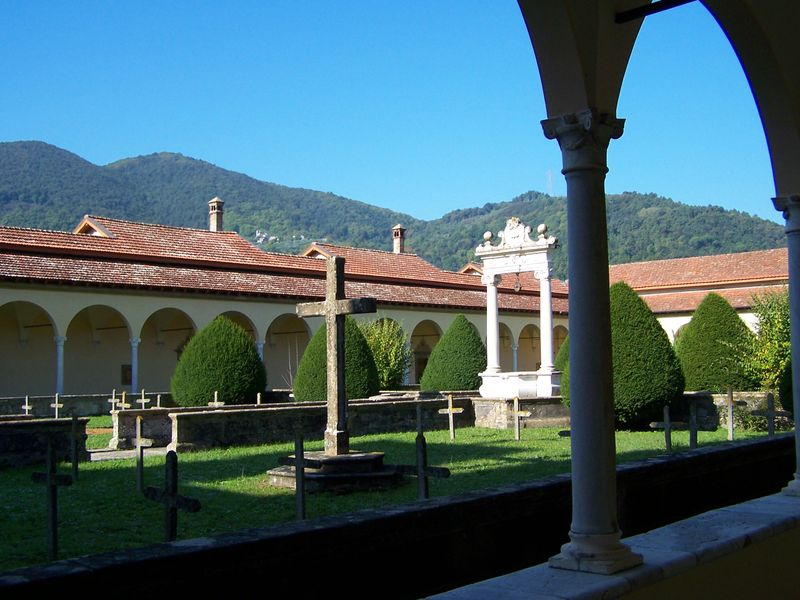
El claustre